# Tiara Vladímir de la Gran Duquessa
La tiara Vladímir de la Gran Duquessa és una joia molt coneguda i utilitzada de la col·lecció reial de la família russa. Va ser creada per a la gran duquessa Maria Pavlovna de Rússia, una gran col·leccionista de joies de la cort dels tsars i tia del tsar Nicolau II de Rússia. La gran duquessa posseïa una col·lecció impressionant de joies, moltes de les quals van ser compradas per la reina Maria de Teck l'any 1921 després de la seva mort.
Després de la revolució de 1917, les joies de la gran duquessa van ser sostretes de Rússia, però van ser recuperades per la seva propietària. Després de la mort de la gran duquessa l'any 1920, les joies van passar a la seva filla, la gran duquessa Helena de Rússia, princesa de Grècia. La tiara Vladímir consta de quinze cercles de diamants amb engastades perles o maragdes en forma de pera en cada cercle. També s'ha vist lluir-la sense cap classe de perles o maragdes.